# Legendrena angavokely
Legendrena angavokely är en spindelart som beskrevs av Norman I. Platnick 1984. Legendrena angavokely ingår i släktet Legendrena och familjen Gallieniellidae.
Artens utbredningsområde är Madagaskar. Inga underarter finns listade i Catalogue of Life.